# Barrô (Resende)
Barrô es una freguesia portuguesa del concelho de Resende, con 10,23 km² de superficie y 1.035 habitantes (2001). Su densidad de población es de 101,2 hab/km².

## Enlaces externos

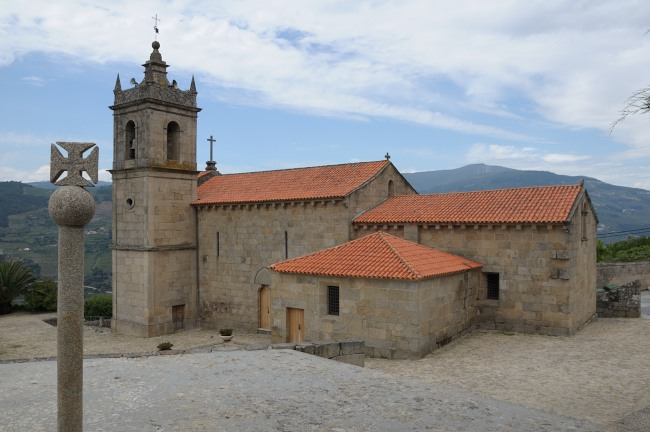
Barrô. Igreja de Nossa Senhora da Assunção